# Калмашбашево
Калмашба́шево (баш. Ҡалмашбаш) — село в Чекмагушевском районе Республики Башкортостан Российской Федерации. Центр Калмашбашевского сельсовета.

## География

### Географическое положение
Протекает река Калмашка.
Расстояние до:
- районного центра (Чекмагуш): 19 км,
- ближайшей ж/д станции (Буздяк): 49 км.

## Население
| 2002 | 2009 | 2010 |
| ---- | ---- | ---- |
| 843  | →843 | ↘774 |

Национальный состав
Согласно переписи 2002 года, преобладающие национальности — татары (73 %), башкиры(26 %).

## Религия
В селе есть мечеть «Ак мечеть».